# アルジェリア関係記事の一覧
アルジェリア関係記事の一覧（アルジェリアかんけいきじのいちらん）
- アルジェリア出身の人物についてはアルジェリア人の一覧を参照。

## 英数字
- JSカビリー - サッカークラブ
- USMアルジェ - サッカークラブ

## あ行
- アブド・アルカーディル - レジスタンス活動家。フランスによる同国地域の植民地化に抵抗していたことで知られる
- アフリカ U-17選手権2009
- アフリカネイションズカップ1990
- ブライム・アムダニ - サッカー選手
- サリム・アラシェ - サッカー選手
- アルジェ
- アルジェリア海軍艦艇一覧
- アルジェリア航空
- アルジェリアの国旗
- アルジェリアの国章
- アルジェリアの歴史
- アルジェリアの経済
- アルジェリアの路面電車
- アルジェリアにおける検閲

## か行
- カスバの女　-　エト邦枝・緑川アコ・工藤静香
- カメル・ギラス - サッカー選手
- 川田司 - アルジェリア人質事件当時の日本大使

## さ行
- サッカーアルジェリア代表
- 沢尻エリカ
- カリム・ジアニ - サッカー選手
- ジネディーヌ・ジダン - サッカー選手

## は行
- アムール・ブアッザ - サッカー選手
- ナディル・ベルハジ - サッカー選手
- ラフダル・ベルミ - サッカー選手

## ま行
- ラバー・マジェール - サッカー選手
- カリム・マトムール - サッカー選手

## や・ら・わ行
- アンター・ヤヒア - サッカー選手
- ライ
- メディ・ラセン - サッカー選手